# Буропогрузочная машина
Буропогрузочная машина - (англ. drill – loading machine) горная погрузочная машина с навесным бурильным оборудованием, применяемая в угольной, сланцевой и горнорудной промышленности для механизации процессов бурения шпуров и погрузки горной массы в транспортные средства.

## Характеристики буропогрузочных машин
- угол наклона – до 8º
- производительность по уборке породы – до 2 м³/ч
- высота обуревания забоя – до 4 м
- ширина обуревания забоя – до 3.8 м
- усилие подачи при бурении – до 14.7 кН
- ширина захвата нагребающей части – до 1800 мм
- установленная мощность – до 65 кВт
- рабочая скорость движения – до 9.2 м/мин
- маневровая скорость движения – до 16.8 м/мин
- габариты: длина – до 8000мм, ширина – до 1800 мм, высота – до 2340 мм
- масса – до 15700 кг
- возможность погрузки горной массы – до 500 мм

## Применение буропогрузочных машин
- механизация процессов бурения шпуров
- погрузка горных пород
- проведение выработок

## Рабочие инструменты буропогрузочных машин
- опорная часть
- стрела манипулятора
- две сменные бурильные машины: электрическая вращательного действия, пневматическая  вращательно-ударного действия
- автоподатчик
- пульт управления
- гидроразводка
- система орошения

## Классификация буропогрузочных машин
по области применения
- буропогрузочные машины для мягких пород
- буропогрузочные машины для средних пород
- буропогрузочные машины для крепких пород

по типу погрузочной машины
- буропогрузочные машины с нагребающими лапами
- ковшовые буропогрузочные машины

по типу навесного бурильного оборудования
- буропогрузочные машины с одним манипулятором
- буропогрузочные машины с двумя манипуляторами (с складывающимися или нескладывающимися при погрузке)

по применяемой энергии
- электрические буропогрузочные машины
- пневматические буропогрузочные машины

## Производители буропогрузочных машин
- Новокраматорский машиностроительный завод
- Копейский машиностроительный завод
- Горловский машиностроитель